# Wilfried Knight

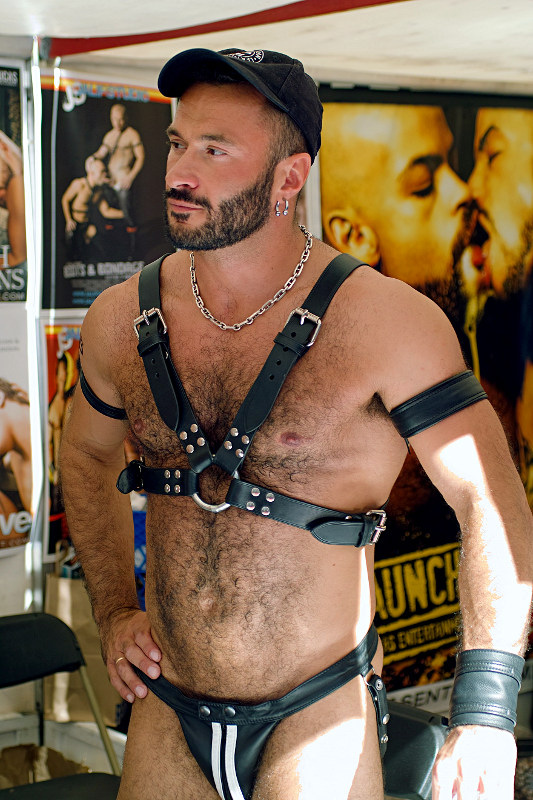
Wilfried Knight (2010)

Wilfried Knight (* 19. Februar 1975 Anm. in Châlons-sur-Marne, Département Marne, als Wilfried Jean-Pierre Chevalier; † 5. März 2013 in Vancouver, Kanada) war ein französischer Pornodarsteller.

## Leben
Wilfried Knight wuchs in Deutschland und in der Champagne auf. Nach eigenen Angaben lebte Knight während seiner ersten fünf Lebensjahre in Deutschland, anschließend mehr als 12 Jahre in Frankreich. Nach postgradualen Studien in Frankreich, Belgien und Griechenland erhielt er 1997 ein Diplom in Rechtswissenschaft mit dem Fachgebiet „Europäisches Sozialrecht“. Ende der 90er Jahre ließ er sich in London nieder, wo er als Fitnesstrainer und Manager eines Fitness-Studios arbeitete. 2001 erwarb er eine Lizenz als Personal Trainer.
Er war als Pornodarsteller in Europa und in den Vereinigten Staaten tätig. Seine Karriere als Pornodarsteller begann er im Jahre 2004, nachdem er Fotografien an mehrere Porno-Studios geschickt hatte. Er arbeitete zunächst, von Michael Lucas persönlich engagiert, mit einem Exklusivvertrag für Lucas Entertainment. Seine erste Filmarbeit für Lucas Entertainment war der Film Lost (2004), der im März 2004 veröffentlicht wurde und bei dem er auch mit Michael Lucas gedreht hatte. Knights erste veröffentlichte Filmarbeit erfolgte im Rahmen der sog. Audition-Serie mit einem Interview und anschließender Sex-Szene mit Michael Lucas. In der Folgezeit wirkte Knight als Hauptdarsteller in etwa 20 Lucas Entertainment-Filmen mit, u. a. in Manhattan Heat (2004), Michael Lucas’ Dangerous Liaisons (2005), eine schwule Adaption des Romans Gefährliche Liebschaften, Obsession (2009) und Kings of New York (2010). Zu seinen Filmpartnern gehörten dort u. a. Arpad Miklos, Kent Larson, Junior Stellano sowie die beiden israelischen Pornodarsteller Avi Dar und Matan Shalev.
Für Lucas Kazan stand Wilfried Knight für die Produktion Decameron: Two Naughty Tales (2005) vor der Kamera.
Nach einer zweijährigen Pause, in der Knight wegen einer Krebserkrankung in Behandlung war, arbeitete er auch in den Vereinigten Staaten und wurde der erste gemeinsame Exklusiv-Darsteller von Lucas Entertainment und Raging Stallion. Für Raging Stallion drehte Knight u. a. die Filme Focus/Refocus (2009), Tales of the Arabian Nights (2010, mit Francesco D’Macho und Damien Crosse als Partnern), Giants (2011) und Cowboys, Part 2  (2011/12).
Szenen mit Knight wurden zwischen Juni 2011 und Januar 2014 außerdem bei dem auf Anzüge spezialisierten britischen Porno-Label MenAtPlay veröffentlicht.
Knight erhielt bedeutende Preise der US-amerikanischen Pornoindustrie. Bereits 2005 wurde Knight bei den GayVN Awards als „Best Newcomer of 2005“ nominiert. Das Magazin Out bezeichnete ihn als „Hottest Porn Star of 2005“. 2010 gewann er bei den GayVN Awards den Titel „Performer of the Year“, 2011 wurde er bei den Grabby Awards als „Best Versatile Performer“ ausgezeichnet.
2011 heiratete Knight in Vancouver nach kanadischem Recht seinen US-amerikanischen Lebenspartner Jerry Enriquez (* 1966), mit dem er bis zu dessen Tode im Jahre 2013 insgesamt sieben Jahre liiert war. Die Eheschließung wurde in den Vereinigten Staaten jedoch aufgrund des Defense of Marriage Act (DOMA) nicht anerkannt. Knight, der in Portland in den Vereinigten Staaten eine Ausbildung zum Akupunkteur absolviert und 2011 ein Diplom in Chinesischer Medizin erhalten hatte, drohte daher mit dem Auslaufen seines Studentenvisums die Ausweisung aus den Vereinigten Staaten. Das Paar zog daher 2011 dauerhaft nach Vancouver, wo Enriquez eine Anstellung als Produktmanager bei dem kanadischen Sportbekleidungshersteller Lululemon Athletica erhalten hatte. Im Februar 2013 beging Enriquez nach einem längeren Zeitraum der Arbeitslosigkeit Selbstmord.
Zwei Wochen nach dem Tode seines Ehemanns nahm sich Knight im März 2013 in einem Hotel in Vancouver ebenfalls das Leben.

## Filmografie (Auswahl)
- 2004: Auditions Vol. 1 (Lucas Entertainment)
- 2004: Auditions Vol. 2 (Lucas Entertainment)
- 2004: Lost (Lucas Entertainment)
- 2004: Manhattan Heat (Lucas Entertainment)
- 2004: Decameron: Two Naughty Tales (Lucas Kazan)
- 2005: Dangerous Liaisons (Lucas Entertainment)
- 2006: Auditions Vol. 11 - Wilfried Knight (Lucas Entertainment)
- 2006: Barcelona Nights (Lucas Entertainment)
- 2007: Auditions Vol. 7 - Barcelona (Lucas Entertainment)
- 2009: Obsession (Lucas Entertainment)
- 2009: Focus/Refocus (Raging Stallion Studios)
- 2010: Tales of the Arabian Nights (Raging Stallion Studios)
- 2010: Coat Your Throat (Raging Stallion Studios)
- 2010: Sounding #5 (FetishForce.com / Raging Stallion Studios)
- 2010: Caught on Tape (Raging Stallion Studios)
- 2011: Fistpack 30: 3 Fists in Paris (Raging Stallion Studios)
- 2011: Giants - Part 1 (Raging Stallion Studios)
- 2011: Assassin (Lucas Entertainment)
- 2011: He's Got a Big Package (Raging Stallion)
- 2011: Dog Fight (Fetish Force)

## Preise und Auszeichnungen (Auswahl)
- 2010: GayVN Awards – Performer des Jahres
- 2010: Hustaball Awards – Bester Performer US
- 2011: Grabby Awards – Best Versatile Performer[22]